# Die Autobahn GmbH des Bundes

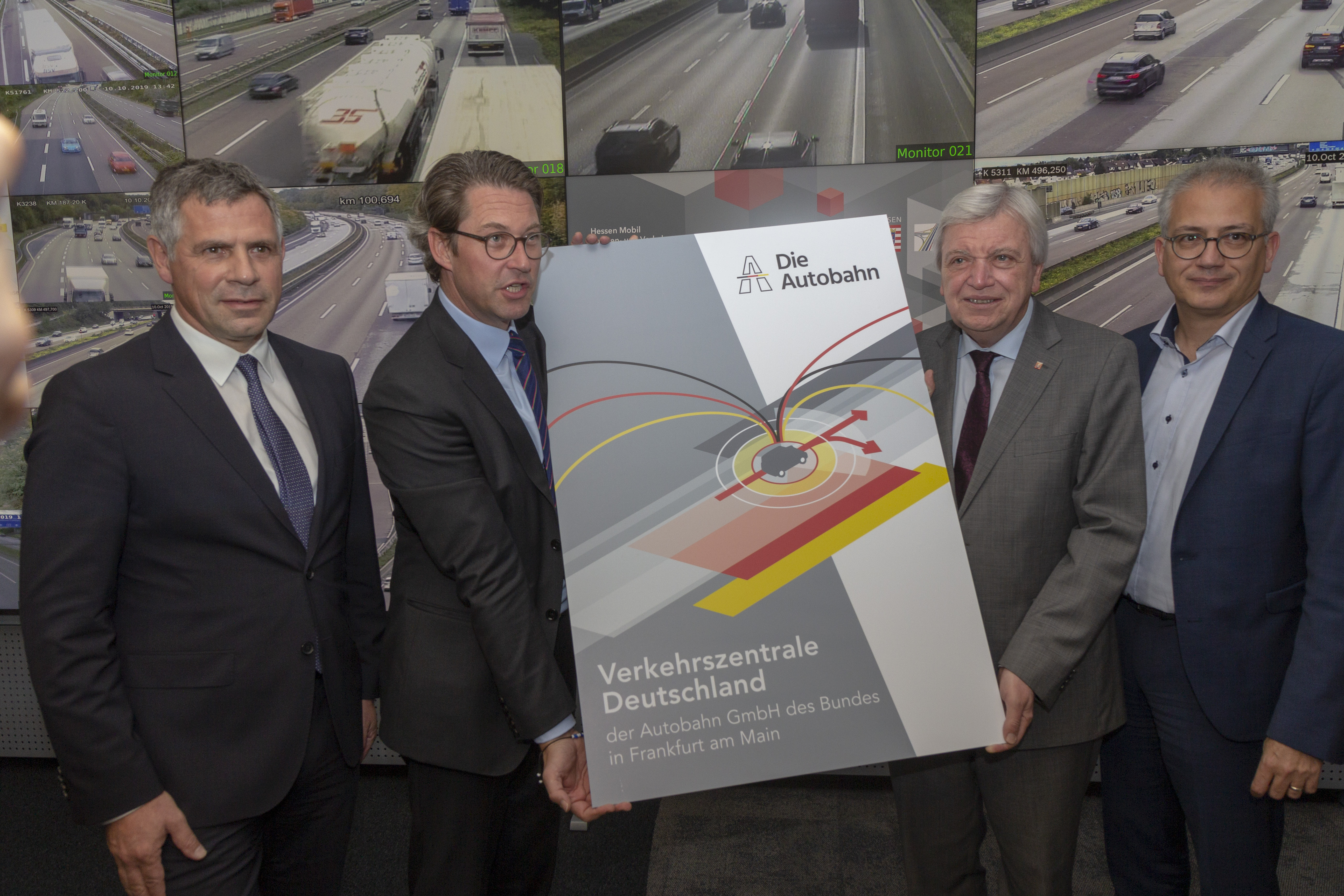
Einweihung der Verkehrszentrale Deutschland (v. l. n. r.): Stephan Krenz, Andreas Scheuer, Volker Bouffier und Tarek Al-Wazir (2019)

Die Autobahn GmbH des Bundes ist eine deutsche GmbH in Verantwortung des Bundesministeriums für Verkehr, die am 13. September 2018 gegründet wurde. Sie übernahm Anfang 2021 Planung, Bau, Betrieb, Erhaltung, Finanzierung und vermögensmäßige Verwaltung der Autobahnen in Deutschland. Dadurch soll erreicht werden, schneller zu planen, direkt zu finanzieren und durch kostensenkende Effizienzgewinne mehr zu investieren. Der Sitz der Gesellschaft ist Berlin. Die Rechts- und Fachaufsicht übt das Fernstraßen-Bundesamt aus.
Der Gründung der GmbH waren kontroverse Debatten über die Gefahr einer schleichenden Privatisierung der deutschen Autobahnen vorausgegangen. Für den gefundenen Kompromiss stimmten 2018 sowohl der Deutsche Bundestag als auch der Bundesrat einer Grundgesetzänderung zu.

## Geschichte
Die Gründung der Autobahn GmbH des Bundes ist Teil einer umfassenden Reform der Bundesfernstraßenverwaltung. Die Reform wurde am 1. Juni 2017 vom Deutschen Bundestag im Rahmen der Neuordnung der Finanzbeziehungen zwischen Bund und Ländern beschlossen.
Bis zum 31. Dezember 2020 waren die 16 Bundesländer im Auftrag des Bundes für die Planung, den Bau und Erhalt der Bundesfernstraßen zuständig. Finanziert wurden die Auftragsverwaltungen der Länder durch den Bund, bislang über die Verkehrsinfrastrukturfinanzierungsgesellschaft (VIFG). Zum 1. August 2019 wurde die VIFG mit der Autobahn GmbH des Bundes im Zuge der Gesamtrechtsnachfolge verschmolzen. Die Autobahn GmbH des Bundes ist seitdem – wie zuvor die VIFG – auch für das Finanzmanagement der Bundesstraßen zuständig. Am gleichen Tag trat das Verkehrsinfrastrukturfinanzierungsgesellschaftsgesetz nach seinem § 4 außer Kraft.
Ab dem 1. Januar 2021 werden die Autobahnen und andere Bundesfernstraßen aus einer Hand durch den Bund finanziert, gebaut, betrieben, erhalten und verwaltet. Zur Wahrnehmung dieser Aufgaben wurde Die Autobahn GmbH des Bundes gegründet. Durch die zentrale Bündelung der Aufgaben möchte der Bund mehrere Vorteile realisieren, darunter eine schnellere Planung, bundesweit einheitliche Qualitätsstandards und Effizienzgewinne durch Synergieeffekte.
Ende Oktober 2020 wurde bekannt, dass aufgrund vergaberechtlicher Bedenken des Bundesrechnungshofes die bestehende Deutsche Einheit Fernstraßenplanungs- und -bau GmbH (DEGES) den Großteil der Bauprojekte auch über den 31. Dezember 2020 weiterführen wird. Die Autobahn GmbH wird deshalb nur einen sehr kleinen Anteil der Autobahnprojekte steuern.

## Struktur und Organisation

Zuständigkeiten der Niederlassungen

Bislang beschäftigt die Autobahn GmbH rund 14.500 Mitarbeiter. Damit bildet sie eine der größten Gesellschaften des Bundes. Sie befindet sich im Eigentum des Bundes und ist unverkäuflich. Eine mittelbare oder unmittelbare Beteiligung Dritter an der Gesellschaft sowie eine Privatisierung der Autobahnen sind gesetzlich ausgeschlossen.
Es bestehen neben der Zentrale zehn Niederlassungen. Ergänzt werden diese durch 41 regionale Außenstellen sowie über 189 Betriebsdienst-Standorte, 42 Fernmeldemeistereien und Verkehrs- und Tunnelleitzentralen. Die zehn Niederlassungen sind:
- „Nord“ in Hamburg mit Außenstellen in Lübeck und Rendsburg (seit dem 1. Januar 2020), sowie in Stade und Lüneburg[12][13]
- „Nordost“ in Stolpe mit Außenstellen in Berlin, Güstrow und Cottbus
- „Nordwest“ in Hannover mit Außenstellen in Oldenburg, Verden, Kassel, Fulda, Bad Gandersheim und Wolfenbüttel[14]
- „Westfalen“ in Hamm mit Außenstellen in Bochum, Osnabrück, Hagen, Netphen und Dillenburg[15]
- „Ost“ in Halle (Saale) mit Außenstellen in Erfurt, Dresden und Magdeburg
- „Rheinland“ in Krefeld mit Außenstellen in Köln, Essen und Euskirchen[16]
- „West“ in Montabaur mit Außenstellen in Darmstadt, Wiesbaden, Bad Kreuznach, Neunkirchen und Frankfurt am Main sowie der integrierten Außenstelle (iAS) Montabaur[17]
- „Südwest“ in Stuttgart mit Außenstellen in Karlsruhe, Heilbronn und Freiburg im Breisgau
- „Nordbayern“ in Nürnberg mit Außenstellen in Fürth, Würzburg und Bayreuth[18]
- „Südbayern“ in München mit Außenstellen in Maisach, Kempten, Regensburg und Deggendorf[19]

Die GmbH finanziert sich über die Einnahmen aus der Lkw-Maut in Deutschland, die sie zweckgebunden über den Bundeshaushalt erhält. Da die Einführung der Infrastrukturabgabe für Pkw-Halter scheiterte, entfällt diese als weitere Finanzierungsquelle. Gegebenenfalls wird Die Autobahn GmbH weitere Mittel aus dem Bundeshaushalt erhalten. Die Aufnahme von Krediten durch die GmbH hingegen soll im Gegensatz zu anderen staatlichen Unternehmen grundsätzlich überhaupt nicht möglich sein. Dagegen können sich für spezielle Projekte auch weiterhin private Investoren an einzelnen Streckenabschnitten oder Großbauprojekten finanziell beteiligen, was bisher auch schon vereinzelt geschehen ist. Diese private Finanzierung im Rahmen von sogenannten öffentlich-privaten Partnerschaften (kurz ÖPP) ist damit die einzige Möglichkeit für eine sogenannte Fremdfinanzierung der Gesellschaft. Hierbei soll allerdings eine Begrenzung auf Straßenlängen von maximal 100 Kilometern Länge je ÖPP erfolgen, was eine schleichende Unterwanderung des Alleineigentums des Bundes am gesamten Autobahnnetz verhindern soll.
Das bisher für die Autobahnen zuständige Personal aus den Landesverwaltungen ist dazu in Bundesverwaltung übergegangen. Nicht wechselbereites Personal aus den Landesverwaltungen ist mithilfe von Abordnungen und Personalgestellungen bei der Gesellschaft tätig, Dienstherr bzw. Arbeitgeber jedoch das jeweilige Land geblieben. Die dadurch entstehenden Kosten trägt der Bund.
Die geplante Verschmelzung von DEGES und der Autobahn GmbH des Bundes im Jahr 2020 musste verschoben werden. Aus rechtlichen Gründen war dies zu diesem Zeitpunkt nicht umsetzbar. Beide Unternehmen kooperierten jedoch zunächst eng miteinander. Für die konkreten Regelungen griff man auf ein „Schnittstellen-Papier“ zurück, das in der schon agierenden Niederlassung Nord der Autobahn GmbH entwickelt worden war.

## Aufgaben und Verantwortlichkeiten
Die Autobahn GmbH des Bundes ist für alle Aufgaben rund um die Verwaltung der Bundesautobahnen und anderer Bundesfernstraßen zuständig. Dazu gehören:
- die Planung von baulichen, sowie zum Erhalt von Autobahnen und anderen Bundesfernstraßen gehörenden Maßnahmen
- der Bau und die Erneuerung von Autobahnen und anderen Bundesfernstraßen
- der ganzjährige Betrieb der Straßen, was beispielsweise die Gewährleistung des Winterdienstes und der Grünschnitte umfasst
- der vorausschauende Erhalt der Autobahninfrastruktur und die Sicherstellung eines guten Zustands
- die Verwaltung des Autobahnvermögens im Auftrag des Bundes
- die Finanzierung der Bundesfernstraßen und von Investitionen in den Ausbau und die Weiterentwicklung der Infrastruktur

Für die Ausführung der ihr durch das Infrastrukturgesellschaftserrichtungsgesetz übertragenen fachlichen Aufgabenbereiche ist die Autobahn GmbH des Bundes zur Vertretung der Bundesrepublik Deutschland befugt. Mit amtlicher Bekanntmachung vom 20. September 2020 wurde die Autobahn GmbH des Bundes daher in den Katalog der vertretungsbefugten Stellen des Bundesministeriums für Digitales und Verkehr aufgenommen.
Für hoheitliche Aufgaben (Planfeststellung u. a.) ist das Fernstraßen-Bundesamt mit Sitz in Leipzig und Außenstellen in Hannover, Bonn und Gießen zuständig.

## Management und Aufsichtsrat
Vorsitzender der Geschäftsführung ist seit 2023 Michael Güntner. Er war zuvor Staatssekretär im Bundesministerium für Verkehr. Technischer Geschäftsführer ist Dirk Brandenburger, vorher Technischer Geschäftsführer DEGES GmbH. Personalchef ist Sebastian Mohr. Seit Januar 2025 ist Jeannette von Ratibor die Geschäftsführerin für Finanzen und IT.
Von der Gründung bis 2023 waren Stephan Krenz, vormals Geschäftsführer Abellio Deutschland, Vorsitzender der Geschäftsführung und Anne Rethmann, vormals Cerner Health Services Deutschland, Geschäftsführerin Finanzen. Personalchef bis 2024 war Gunther Adler, vorher Staatssekretär im Bundesministerium des Innern, für Bau und Heimat.
Bis zu diesem Zeitpunkt waren Torsten Böger und Martin Friewald Interims-Geschäftsführer.
Der Aufsichtsrat setzt sich aus Vertretern des Bundesministeriums für Verkehr (BMV), Mitgliedern der Bundestags-Ausschüsse für Verkehr und Haushalt sowie aus Vertretern der Vereinten Dienstleistungsgewerkschaft (Ver.di) und des DBB Beamtenbund und Tarifunion zusammen. Vorsitzender des Aufsichtsrats ist der BMDV-Staatssekretär Stefan Schnorr.

## Kritik

### Mangelnde Verfassungskonformität
Im Jahr 2020 kritisierte der Bundesrechnungshof in einem Bericht die geplante Reform der Bundesfernstraßenverwaltung. Die geplante Verschmelzung der DEGES sei „mit erheblichen verfassungsrechtlichen Risiken behaftet“. Mit der Verschmelzung übernähme der Bund Aufgaben der Auftragsverwaltung der Länder. Dies widerspräche der im Grundgesetz Art. 90 Abs. 3 festgelegten Verwaltung der Bundesfernstraßen durch die Länder. Der Bundesrechnungshof sieht zudem einfachgesetzliche sowie vergaberechtliche Verstöße.

### Überhöhte Gehälter für Führungskräfte
Im September 2020 berichtete die Frankfurter Allgemeine Zeitung, dass der Aufsichtsrat der bundeseigenen Gesellschaft schwere Mängel der Geschäftsführung festgestellt und die Entlastung der Geschäftsführung verweigert habe. Die Geschäftsführer Anne Rethmann (ehem. GF Finanzen), Stephan Krenz (ehem.) und Gunther Adler (ehem. GF Personal) seien gerügt worden. Externe Sonderprüfer hätten festgestellt, dass Führungskräfte mit überhöhten Gehältern eingestellt worden seien. Nach Einbeziehung des Bundesverkehrsministers Andreas Scheuer sollte eine Entlastung der Geschäftsführung dann in der Aufsichtsratssitzung im November 2020 stattfinden.

### Mangelndes Auskunftsverhalten
Der Nordkurier bemängelte im Februar 2021, dass die Autobahn GmbH selbst für Journalisten nicht telefonisch erreichbar sei. Wolfram Axthelm, Geschäftsführer des Bundesverbands Windenergie, warf der Autobahn GmbH im August 2023 „Kontaktverweigerung“ vor. „Telefone gibt es nicht. E-Mails bleiben unbeantwortet.“

### Nichtzahlung von Rechnungen
Im April 2021 wurde in den Medien breit von massiven Problemen bei der Bezahlung von beauftragten Bauunternehmungen seit Januar 2021 berichtet. Offene Rechnungen wurden nicht bezahlt, unter anderem weil sie in Papierform eingereicht werden mussten und die Software für das Vertragsmanagementsystem nicht funktionierte. Laut Bundesverkehrsministerium handelte es sich bis Mitte April 2021 um „offene Rechnungen in Höhe von rund 600 Millionen Euro“. Der Bremer Bauunternehmer Jan-Gerd Kröger kündigte Mitte April 2021 an, dass seine Firma wegen „unbeglichener Rechnungen“ „Arbeitsniederlegungen“ durchführen würde und die Wartung und Instandhaltung von 2.500 Brücken und Bauwerken im Bundesland Bremen gegen Ende April einstellen werde.

### Abschluss von Beraterverträgen
Der Bundesrechnungshof kritisierte die im Zusammenhang mit der Privatisierung abgeschlossenen Beraterverträge. Diese verpflichteten Die Autobahn GmbH des Bundes zur Zahlung von über 99 Mio. Euro. Das bedeutete eine Überschreitung des eigentlichen Auftragsvolumens um etwa 315 Prozent. Der Bundestagsabgeordnete Sven-Christian Kindler warf dem Verkehrsministerium vor, „den Überblick über die Beraterschar“ und „die Kontrolle über die Reform“ verloren zu haben.

### Neubau von Straßenmeistereien
Aufgrund der Übertragung von Kompetenzen auf die Autobahn GmbH müssen 13 Autobahn- und Straßenmeistereien neu gebaut oder erweitert werden. Dies wird als mögliche Steuergeldverschwendung kritisiert.

### Genehmigungsverfahren für Schwertransporte
Im Jahr 2023 wurde Kritik aus der Wirtschaft an den Genehmigungsverfahren für Großraum- und Schwertransporte laut. Im Mai 2023 berichtete die Bild am Sonntag, dass es allein in Nordwestdeutschland 15.000 unbearbeitete Anträge gebe. Im selben Monat berief das Bundesministerium für Digitales und Verkehr einen runden Tisch zu dem Thema ein und versprach eine Verbesserung der Situation. Doch die Kritik riss nicht ab. Wolfram Axthelm, Geschäftsführer des Bundesverbands Windenergie, warf der Autobahn GmbH im August 2023 „grenzenloses Versagen“ vor. Er kritisierte neben den zu langsamen Genehmigungsverfahren eine mangelnde Erreichbarkeit, wechselnde Sachbearbeiter, unbegründete Ablehnungen von Anträgen und mangelhafte Pflege des Baustelleninformationssystems.